# رابطة كرة القدم اليابانية 1993
رابطة كرة القدم اليابانية 1993 (باليابانية: 第2回ジャパンフットボールリーグ) هو الموسم 2 من الدوري الياباني لكرة القدم ‏. أشرف على تنظيمه رابطة كرة القدم اليابانية ‏، وكان عدد الأندية المشاركة فيه 20، وفاز فيه شونان بلمار.